# Pseudogobius
A Pseudogobius a csontos halak (Osteichthyes) főosztályának a sugarasúszójú halak (Actinopterygii) osztályába, ezen belül a sügéralakúak (Perciformes) rendjébe, a gébfélék (Gobiidae) családjába és a Gobionellinae alcsaládjába tartozó nem.

## Rendszerezés
A nembe az alábbi 8 faj tartozik:
- Pseudogobius avicennia (Herre, 1940)
- Pseudogobius fulvicaudus Huang, Shao & Chen, 2014
- Pseudogobius javanicus (Bleeker, 1856)
- Pseudogobius masago (Tomiyama, 1936)
- Pseudogobius melanostictus (Day, 1876)
- Pseudogobius olorum (Sauvage, 1880)
- Pseudogobius poicilosoma (Bleeker, 1849)
- Pseudogobius taijiangensis Chen, Huang & Huang, 2014